# Chapelle Saint-Brieuc de Plonivel
La chapelle Saint-Brieuc de Plonivel est une ancienne église paroissiale, située aujourd'hui sur le territoire de la commune de Plobannalec-Lesconil, dans le Finistère, en Bretagne. Cette chapelle était jusqu'à la Révolution française l'église paroissial de Plonivel.

## Une église construite auXVesiècle
De l'église de la fin du XVe siècle et du début du XVIe siècle, de style gothique flamboyant, ne subsiste que les deux travées de la nef avec ses piliers cylindriques sans chapiteaux, deux d'entre eux, massifs, supportant l'ancien clocher désormais disparu.

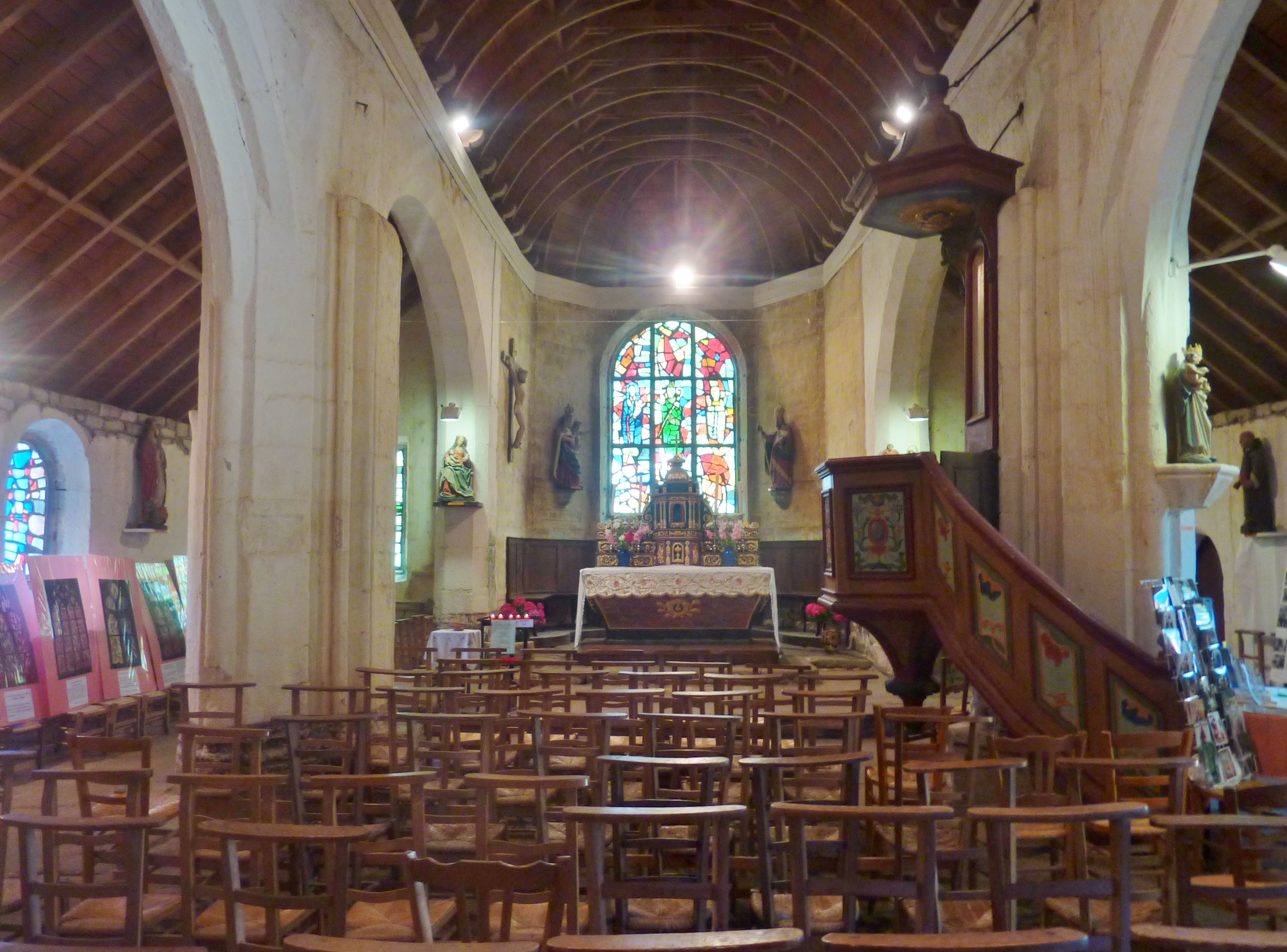
La chapelle Saint-Brieuc de Plonivel, vue intérieure d'ensemble
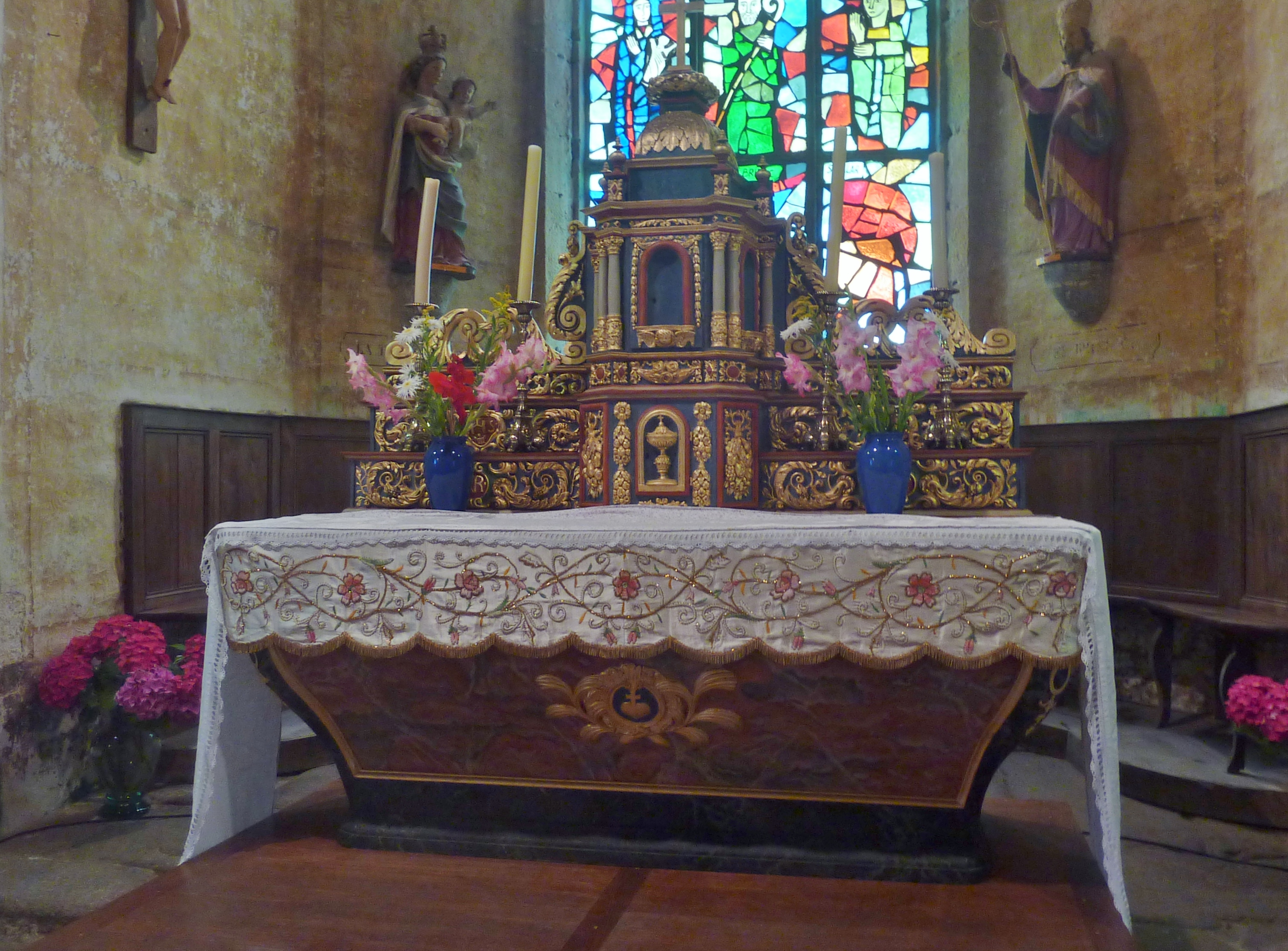
Chapelle Saint-Brieuc de Plonivel, le maître-autel, de style baroque (fin du XVIIIe siècle)

## Le remaniement de 1774
Tout le reste de l'édifice date du remaniement de 1774, en particulier le chœur, le chevet polygonal, le clocher actuel, le porche (refait en partie dès 1758), la sacristie, les fonts baptismaux. Le maître-autel, de style baroque et la chaire à prêcher datent aussi de la fin du XVIIIe siècle. Une inscription difficilement lisible, sur le pignon ouest, mentionne l'année 1774, le nom du recteur Henri Coquil et le nom du “fabrique en charge, Ives Ballacon, responsable de la gestion et des comptes de la paroisse”.

## La statuaire
Parmi les statues se trouvent une pietà et une statue de saint Benoît qui datent du XVIe siècle, une Vierge à l'Enfant, un Christ en croix et une statue de sainte Marguerite du XVIIe siècle, deux statues de saint Brieuc et de la Vierge situées dans le chœur, etc. Une statue de saint Mélar provient d'une ancienne chapelle ruinée située à proximité. Des vitraux en dalle de verre provenant de l'atelier Le Bihan ont été installés en 1978.

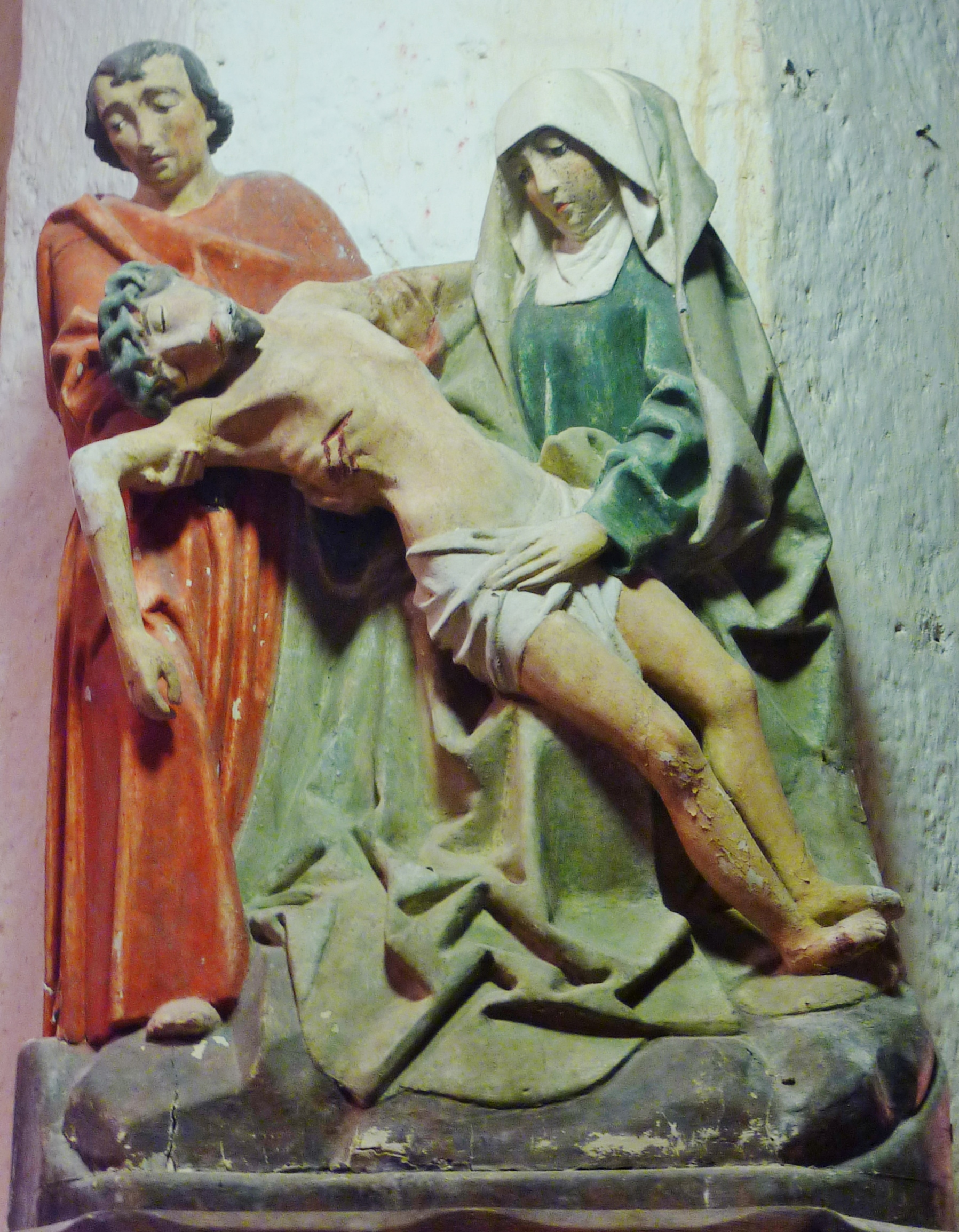
Chapelle Saint-Brieuc de Plonivel, pietà datant du XVIe siècle
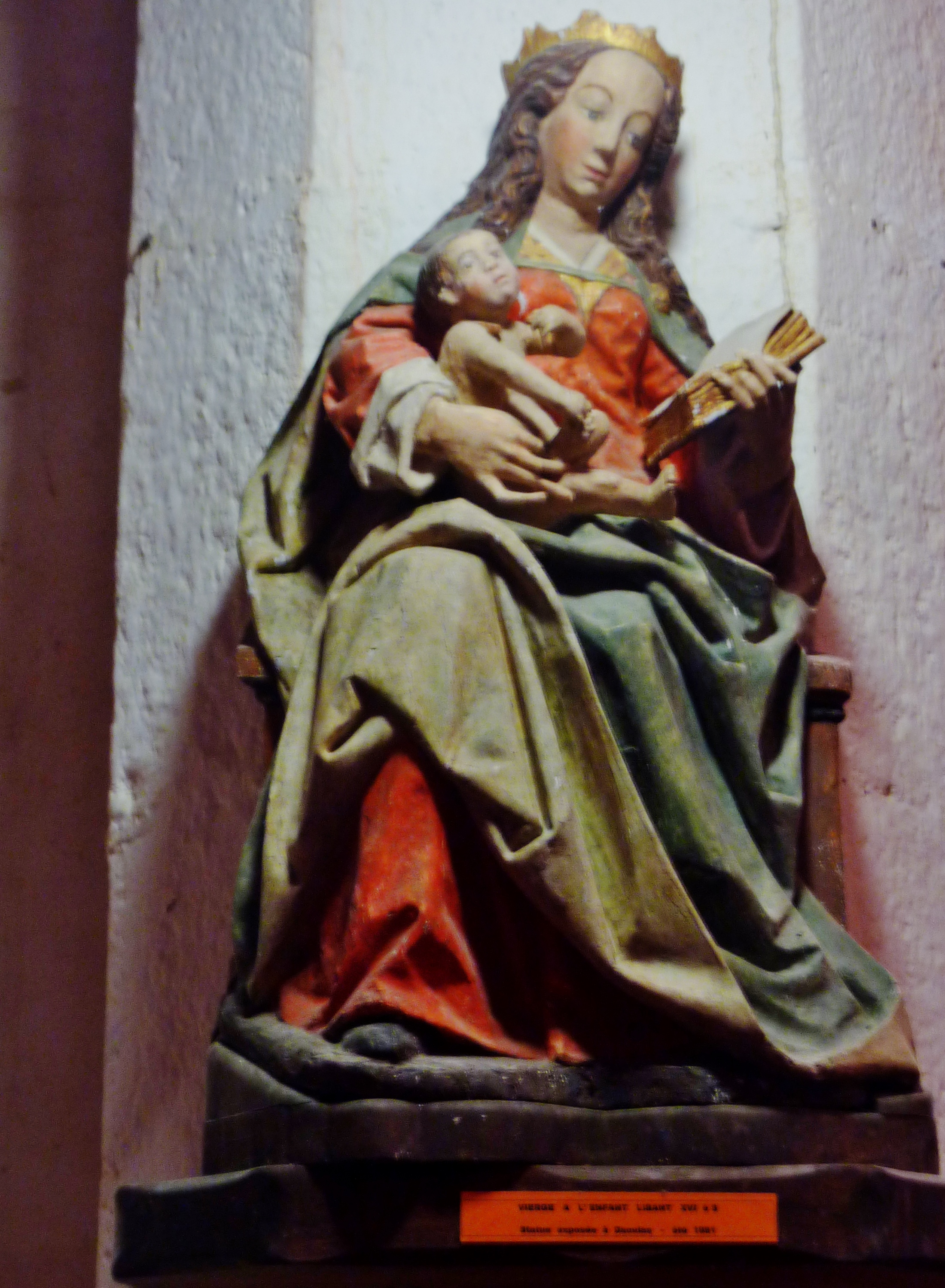
Chapelle Saint-Brieuc de Plonivel, Vierge à l'Enfant datant du XVIIe siècle
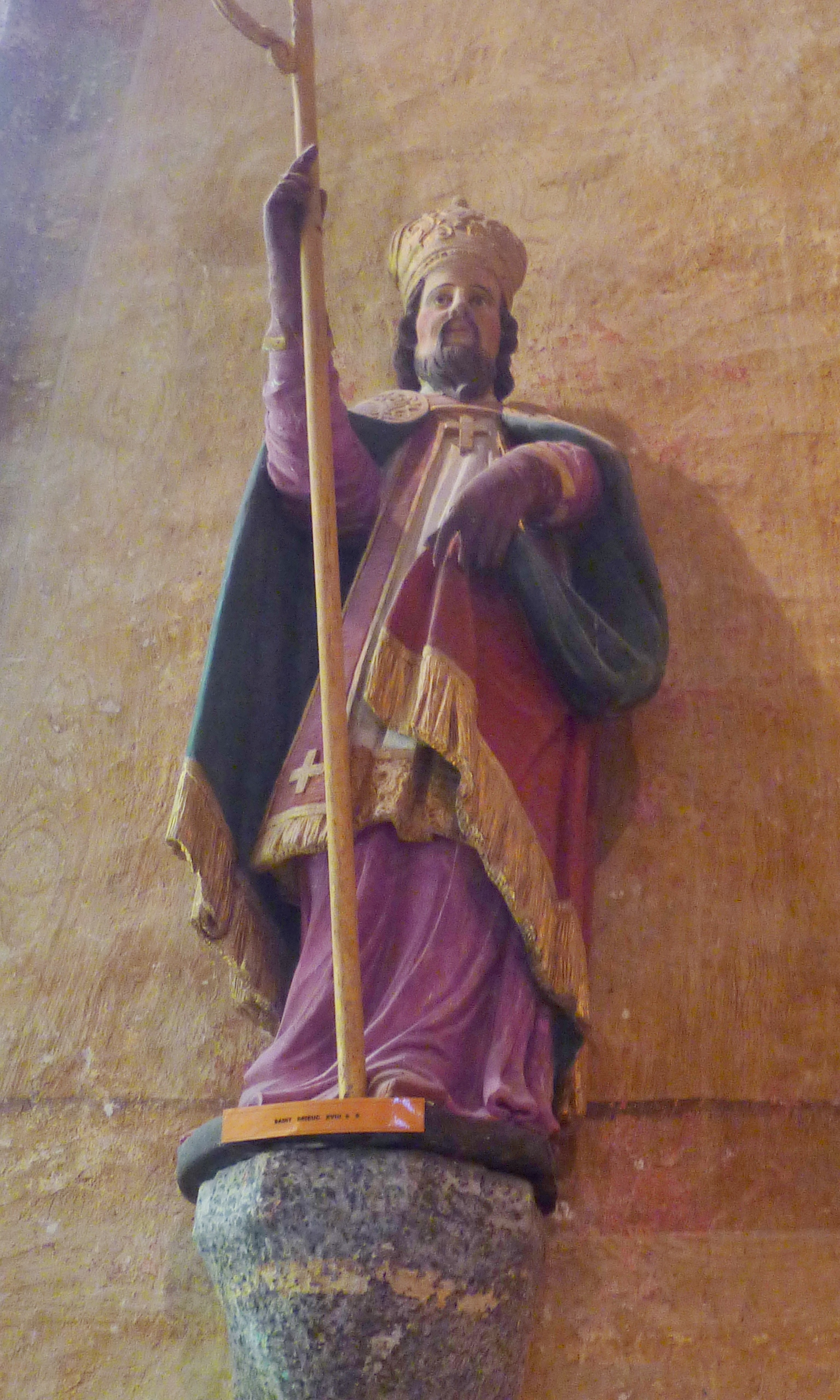
Chapelle Saint-Brieuc de Plonivel, statue de saint Brieuc
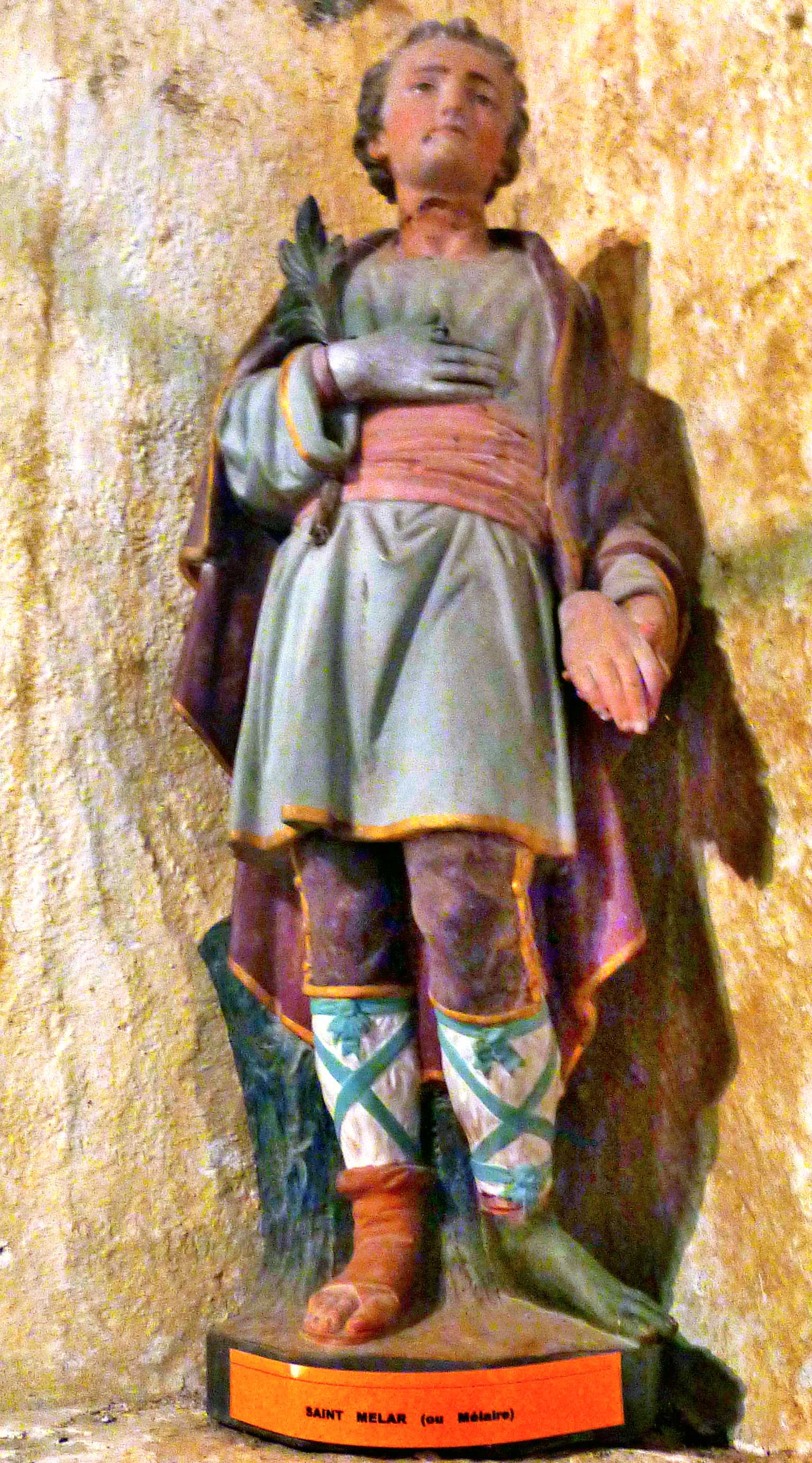
Chapelle Saint-Brieuc de Plonivel, statue de saint Mélar (avec sa main coupée)

## Le placître
Le placître entourant la chapelle abritait l'ancien cimetière ; son mur d'enceinte contient dans sa partie ouest une croix pattée datant du Moyen Âge et dans l'angle sud-est une croix monolithique de section octogonale. L'ancien presbytère est situé à proximité, derrière le mur d'enceinte ouest ; il est aujourd'hui propriété privée. Le pardon est célébré le premier dimanche de mai.

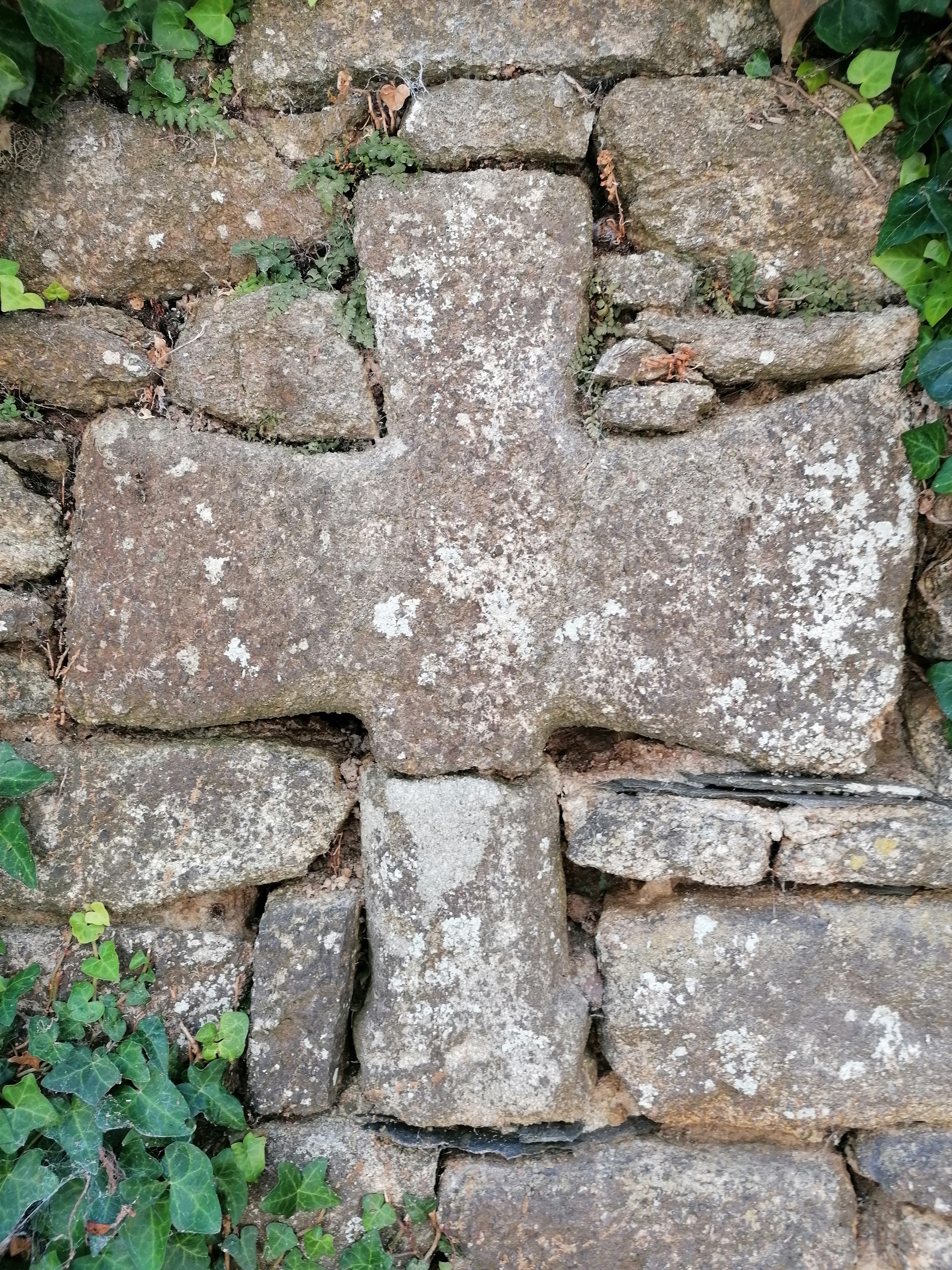
Croix pattée brisée dont il manque le fût, récupérée et intégrée au mur du presbytère
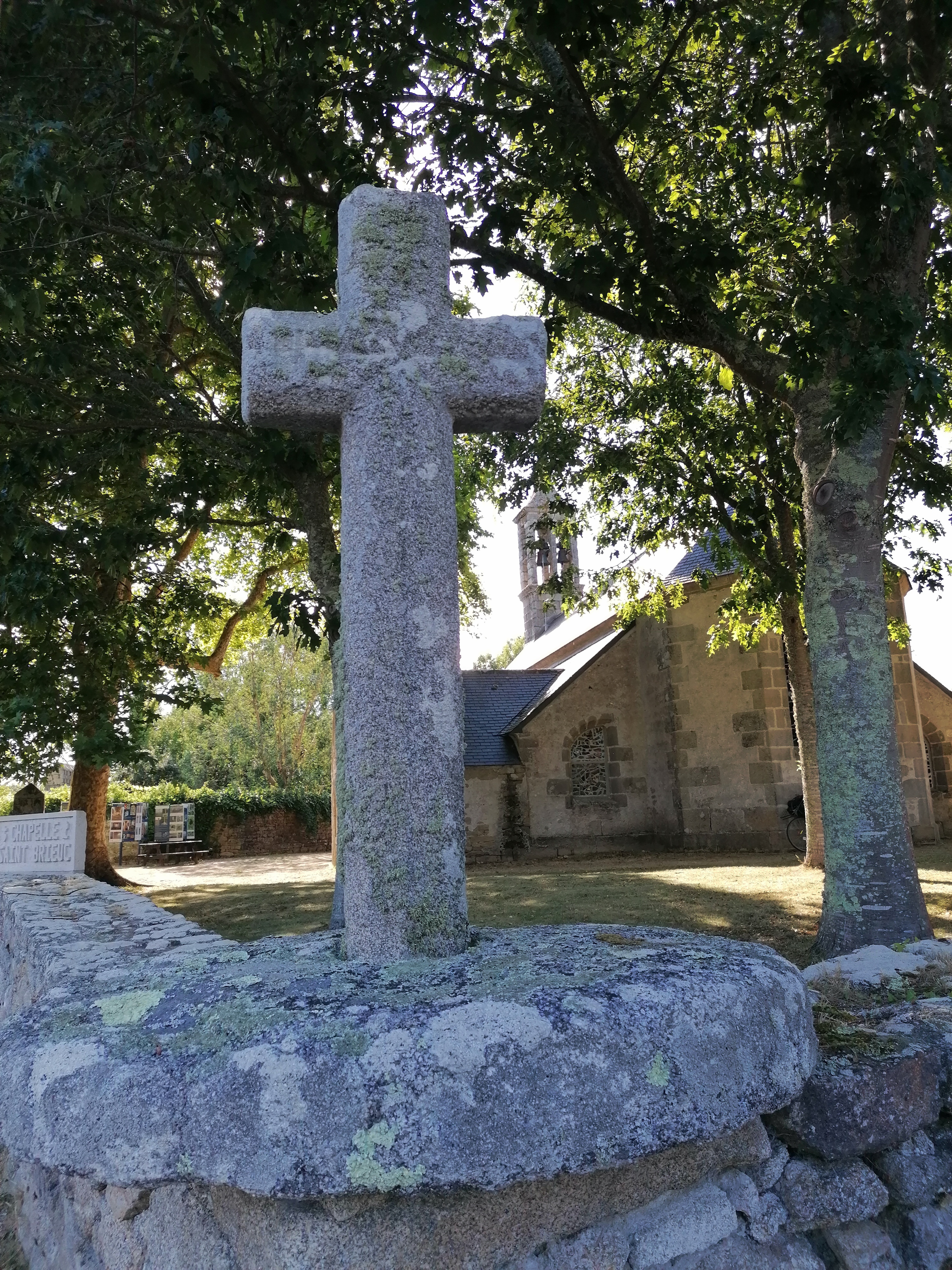
Croix et son socle
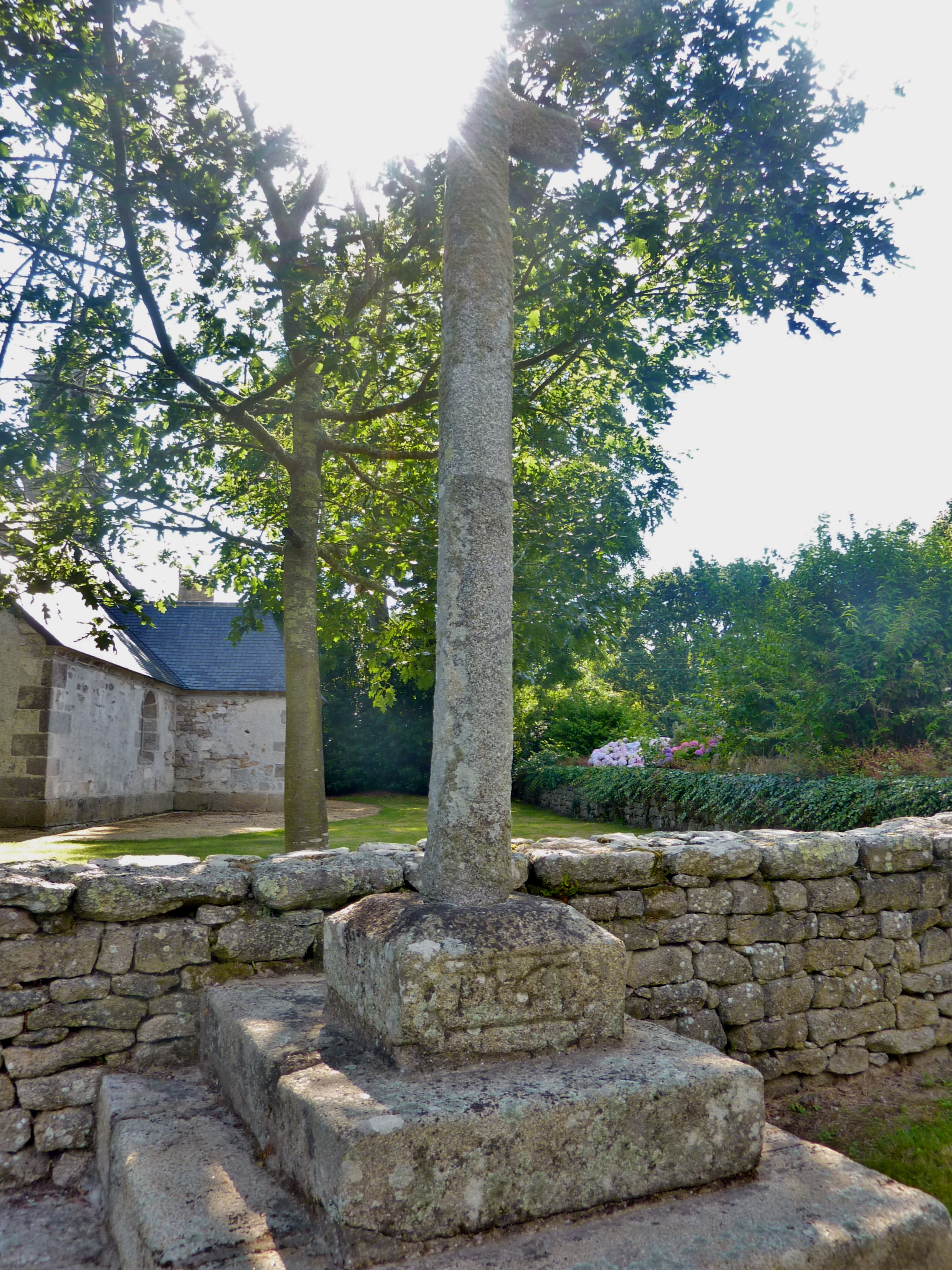
Calvaire à l'extérieur du placître

## Les objets protégés
Onze mobiliers sont inscrits ou classés au titre des objets monument historique.